# Павлівка (притока Нараївки)
Павлівка — річка в Україні, в Тернопільському районі Тернопільської області, ліва притока Нараївки (басейн Дністра).

## Опис
Довжина річки приблизно 3 км. Висота витоку над рівнем моря — 328 м, висота гирла — 276 м, падіддя річки — 52 м, похил річки — 17,34 м/км.

## Розташування
Бере початок на південно-східній околиці села Павлів. Тече переважно на південний захід і в селі Куряни впадає в річку Нараївку, ліву притоку Гнилої Липи.